# Ritterhaus Bubikon

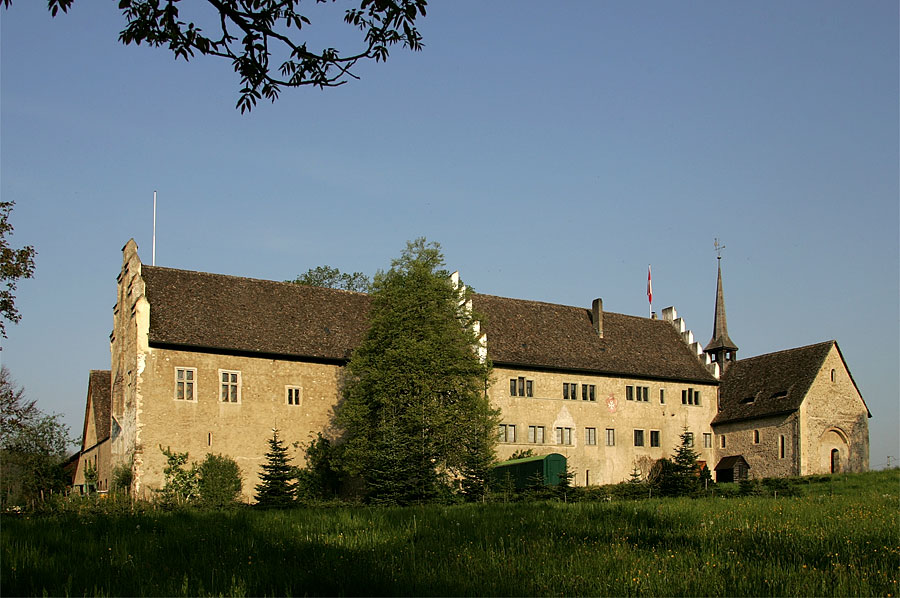
Ritterhaus Bubikon

Ritterhaus Bubikon (Casa Cavalerilor Bubikon) a fost o reședință a cavalerilor ioaniți (1526-1798), azi este muzeu și aparține azi de comunitatea Bubikon din cantonul Zürich, Elveția. 